# Malý Lapáš
Malý Lapáš es un municipio del distrito de Nitra en la región de Nitra, Eslovaquia, con una población estimada a final del año 2024 de 1514 habitantes.
Se encuentra ubicado en el centro-oeste de la región, en el valle del río Nitra (cuenca hidrográfica del Danubio) y cerca de la frontera con la región de Trnava.

## Demografía
| Año        | 1994 | 2004     | 2014     | 2024      |
| ---------- | ---- | -------- | -------- | --------- |
| Población  | 336  | 385      | 714      | 1514      |
| Diferencia |      | +14,58 % | +85,45 % | +112,04 % |

| Año        | 2023 | 2024    |
| ---------- | ---- | ------- |
| Población  | 1492 | 1514    |
| Diferencia |      | +1,47 % |